# 小行星9893
小行星9893（英語：9893）是一颗围绕太阳公转的小行星。1996年1月12日，小林隆男在大泉天文台发现了此天体。
这颗小行星的绝对星等为321.8228359008903等。